# Peter Adt (Unternehmer, 1820)
Peter Adt (ab 1850 nach Erwerb der französischen Staatsbürgerschaft Pierre; * 8. September 1820 in Ensheim (seit 1974 Ortsteil von Saarbrücken); † 10. April 1900 in Pont-à-Mousson in Lothringen) war ein deutscher Unternehmer der Pappmachédynastie Adt und  Bürgermeister der Stadt Forbach in Lothringen.

## Leben

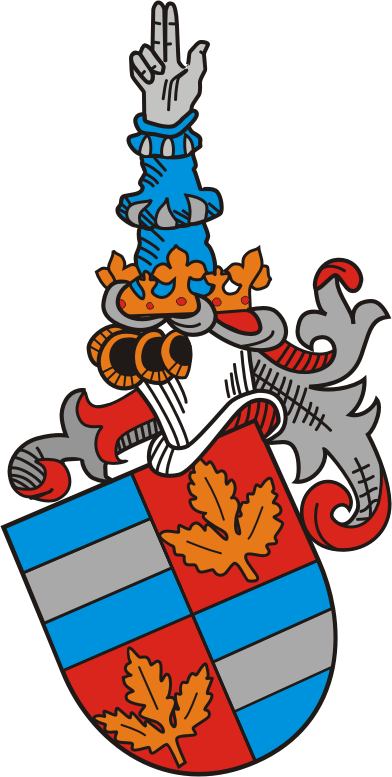
Familienwappen Adt

### Herkunft und Familie
Peter Adt entstammte einer Familie, die seit Generationen im heutigen Grenzgebiet zwischen Frankreich und Deutschland ansässig und unternehmerisch tätig war. Seine Eltern waren der Dosenfabrikant Peter Adt (Peter III. 1798–1879) und dessen Ehefrau Margaretha Walter (1798–1859). Sein Großvater Peter II. (1777–1849) schuf mit den von ihm entwickelten Trophée-Dosen ein stattliches Vermögen. Er wuchs mit seinen vier Schwestern und den Brüdern Franz und Johann-Baptist auf.
Er hatte eine weiterführende Schule besucht und sprach französisch. Am 27. April 1850 heiratete er die Witwe Emilie Millon (* 1821), die zwei Kinder mit in die Ehe brachte. Aus der Ehe gingen die Söhne Henri Joseph Carles (1851–1921) und Frederic Alexandre Emilie (1855–1906) hervor. Die Tochter Bertha verstarb im Alter von zwölf Jahren.
Im Jahr der Eheschließung erwarb Peter die französische Staatsangehörigkeit.

### Unternehmerisches Wirken
1839 gründete sein Vater mit ihm und seinen Brüdern Franz und Johann-Baptist die „Pappmachédosenfabrik Gebrüder Adt“ OHG, die sich zu einem erfolgreichen Unternehmen entwickelte. Am 3. März 1857 wurde der bis zum 2. März 1869 befristete Gesellschaftsvertrag bis zum 2. März 1881 verlängert. Dabei blieb die Gesellschaftsfirma unverändert „Gebrüder Adt“ mit den Firmensitzen in Ensheim, Forbach und Schwarzenacker (Saar) zur Herstellung von Pappendeckeln und Papier- und Pappendeckelwaren.
Anlässlich der Firmengründung in Forbach kaufte Peter eine Villa der ehemaligen Forst- und Landwirtschaftsschule Forbach zu Wohnzwecken. Diese später umgebaute Villa wurde auch Adt-Schloß genannt. Am 2. Mai 1881 wurde die Gesellschaft Gebrüder Adt gegründet. Peter und seine Söhne waren mit einem Anteil von je 13,2 %, Johann-Baptist Adt mit 39,6 % und Eduard Adt mit 19,8 % beteiligt. Am 16. September 1893 gründete die Adt-Familie, die zu dieser Zeit in Lothringen ein Vermögen erworben hatte, die „Société Anonyme des Tuileries Jeandelaincourt“. Peter hatte erkannt, dass in dem Dorf Jeandelaincourt Tonvorräte in einer außergewöhnlichen Qualität vorhanden waren. So entstand ein erfolgreicher Betrieb zur Herstellung von Dachziegeln. 1871 wechselte der Firmensitz von Ensheim nach Forbach, das jetzt zu Deutschland gehörte.
Von 1856 bis 1871 war er Bürgermeister der Stadt Forbach.

### Ehrungen

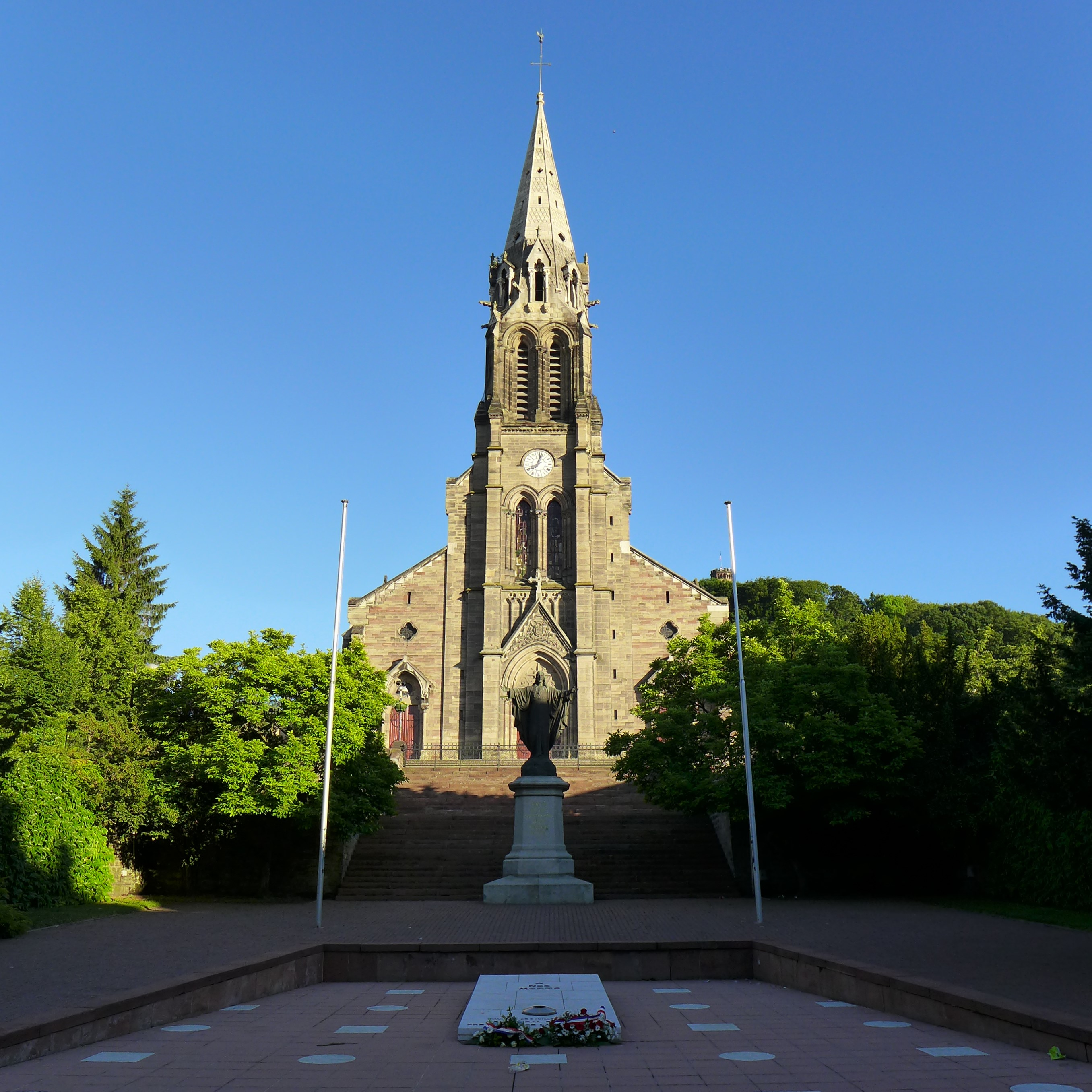
Kirche St. Remigius in Forbach, errichtet mit finanzieller Unterstützung durch Peter Adt, 1868 eingeweiht

- 1889  Ritter der französischen Ehrenlegion

### Sonstiges
1869 überließ er der Stadt Forbach für 3080 Francs ein 30 a großes Grundstück für den Neubau einer Knabenrealschule. Diese Einrichtung besteht noch heute als Center School.
Finanzielle Unterstützung leistete Peter für den Bau der Kirche Saint Remi (St. Remigius), die 1868 eingeweiht wurde.